# Sorson
Le Sorson est une rivière de Seine-Maritime, seul affluent notable de la Béthune dans sa haute vallée.
Le cours d'eau nait sur la commune de Sommery dans le pays de Bray et, après un cours long de 11,4 km, se jette dans la Béthune à Saint-Saire en rive gauche, quelques kilomètres en amont de Neufchâtel-en-Bray. Son bassin versant de faible superficie (47 km2) lui donne un débit faible estimé à 0,2 m3/s à l'exutoire.

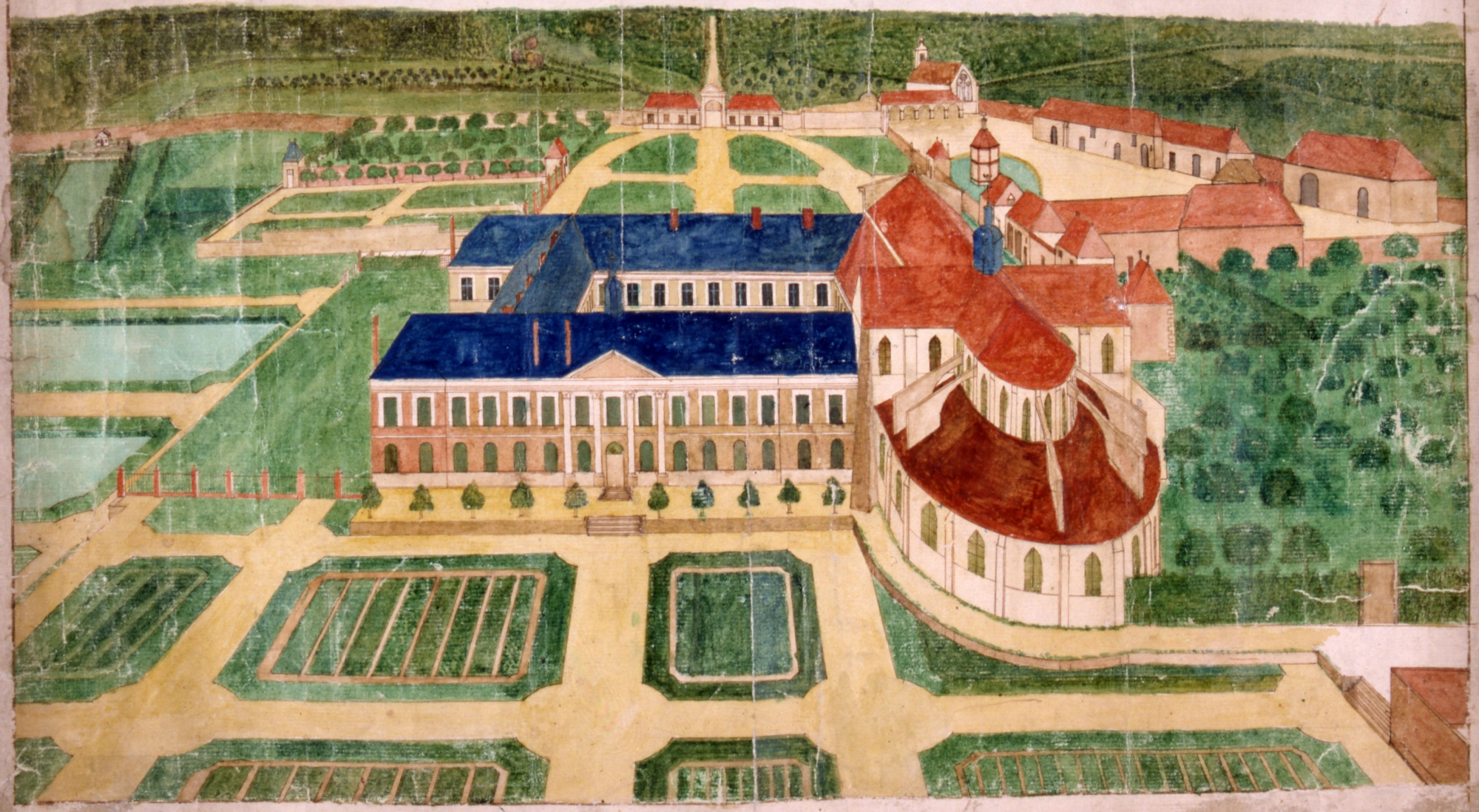
Plan de l'abbaye de Beaubec-la-Rosière, vers 1750 (Source : Archives départementales de Seine-Maritime)

Même si le Sorson est un petit cours d'eau, l'histoire n'est pas absente de ses rives. À Sommery, près de la source de la rivière, des vestiges de l'époque néolithique et gallo-romaine ont été recensés; plus importantes, trois nécropoles mérovingiennes ont été fouillées au XIXe siècle et près de 100 sépultures ont été découvertes dans le cimetière du Paradis. En descendant le cours de la petite rivière, Beaubec-la-Rosière garde le souvenir de son abbaye fondée en 1127 par Hughes de Gournay et rattachée à l'Ordre cistercien en 1148. Abritant les reliques de Saint-Hélier, l'abbaye prospéra jusqu'en 1383 lorsqu'elle fut détruite par un incendie. Partiellement reconstruite au XVe siècle et au XVIIIe siècle, elle ne retrouva pas sa splendeur passée avant d'être détruite lors de la période révolutionnaire. Une chapelle (Sainte Ursule), quelques murs de bâtiments conventuels sont les seuls témoins de la présence de ce grand édifice religieux. Plus en aval, près de la confluence avec la Béthune, Saint-Saire possédait également un monastère qui fut détruit lors des invasions normandes au IXe siècle et dont l'emplacement a été utilisé pour édifier, à partir du XIIe siècle, l'église Saint-Saire; remaniée en 1682, cette dernière est inscrite, depuis août 2000, à l'inventaire des monuments historiques.
Aujourd'hui, cette petite région (l'étroit bassin versant du Sorson) joue la carte de l'écotourisme illustré par la Ferme de Bray sise à Sommery. Cette dernière présente aux visiteurs les différents éléments architecturaux restaurés d'un domaine rural du XVIIe siècle en pays de Bray : corps de ferme, moulin à blé, four à pain, colombier, poulailler, bâtiments réservés à la fabrication du cidre avec tour à piler les pommes, pressoir et cave, ainsi que différents instruments agricoles traditionnels. Le moulin, appelé moulin de Quesnel, établi dès 1452 et modernisé à plusieurs reprises, est le dernier représentant de l'activité meunière de la rivière; au moins 4 autres moulins sont répertoriés sur le Sorson (3 moulins à blé et 1 moulin à huile). En aval, Saint-Saire voit passer l'Avenue Verte occupant l'ancienne plate-forme de la ligne Dieppe - Paris, maillon d'un vaste projet de voie réservée aux randonneurs et aux cyclotouristes reliant Londres à Paris et destiné à être prolongé jusqu'en Allemagne.